# PJL
PJL staat voor Printer Job Language en is een aansturingstaal voor printers, ontwikkeld door Hewlett Packard.
PJL voorziet in het beheren van afdruktaken en niet in opmaak, zoals PCL en HP-GL/2 dat wel doen.
Een van de voornaamste taken van PJL is de mogelijkheid bieden om te schakelen tussen verschillende talen van jobs.
Applicaties die PJL ondersteunen kunnen zo bijvoorbeeld de ene job in PCL versturen en de volgende in PostScript, zonder tussenkomst van andere handelingen.
PJL kan ook het bidirectionele communicatie protocol tussen printer en pc afhandelen.
PJL kan veel informatie van de printer opvragen, zoals het model printer, instellingen, printer status en job status.
Dat is handig om bijvoorbeeld via het controlepaneel, hetzij op de printer, hetzij met de driver, instellingen of meldingen te configureren.
Voorbeeld van een PJL commando:

 EC%-12345X@PJL DEFAULT DENSITY=5  

stelt de printer in op dichtheid nummer 5.